# Schweizer Baudokumentation
Die Schweizer Baudokumentation (franz. Documentation suisse du bâtiment, ital. Documentazione svizzera dell‘edilizia, engl. Swiss Building Documentary Service) ist eine Fachpublikation des Verlages Docu Media Schweiz GmbH mit Sitz in Adliswil. Sie soll Informationen zwischen Bauprodukteindustrie und -dienstleister auf der einen Seite und den Architekten und Planern auf der anderen Seite vermitteln.

## Geschichte
Die Schweizer Baudokumentation ist aus dem Schweizer Baukatalog entstanden.

### Schweizer Baukatalog 1930 bis 1968
Der Bund Schweizer Architekten BSA erkannte Ende der 1920er Jahre, dass es für Architekten kein Arbeitsmittel über den schweizerischen Bauproduktmarkt gibt. An einer Ausschusssitzung des BSA 1928 stand auf der Traktandenliste eine Anregung, Bauproduktinformationen in Zukunft in einheitlicher Form zu publizieren und den Architekten zur Verfügung zu stellen. 1930 wurde die erste Ausgabe des Schweizer Baukatalogs in Buchform vom Bund Schweizer Architekten BSA herausgegeben. Trotz Schwierigkeiten während des Zweiten Weltkrieges und in den Nachkriegsjahren entwickelte sich der Schweizer Baukatalog zum Standardinformationswerk für Architekten in der Schweiz. Aufgrund des Publikationsumfangs wurde der Schweizer Baukatalog Ende der 60er Jahre in mehrere Bände aufgeteilt. Die Aktualisierung erfolgte alle zwei Jahre.

### Schweizer Baudokumentation 1968 bis heute
Ende der 60er Jahre begannen die Verantwortlichen mit der Neukonzeption des Schweizer Baukataloges. Durch Kontakte mit anderen europäischen Baukatalog-Verlagen sowie Besuchen von Kongressen suchten sie nach modernen Publikationsmöglichkeiten für Bauprodukte. Wobei der Aktualität der Publikationen ein hoher Stellenwert beigemessen wurde.
Die neuen Entwicklungen führten im Oktober 1967 zur Gründung der AG für Baudokumentation und Information Docu in Basel. Zweck ist: Administration und Herausgabe der Schweizer Baudokumentation im Losblattsystem wie des Schweizer Baumaschinenkatalogs sowie verwandter Publikationen; Dokumentation und Information über Bauprodukte; elektronische Datenverarbeitung; Betrieb eines Verlages; Vermittlung von Baufachliteratur; Betrieb eines graphischen Ateliers und Beteiligung an anderen Unternehmungen.
1968 führte die Schweizer Baudokumentation parallel zum Schweizer Baukatalog rote und blaue Ordner mit einem Losblattsystem ein. In den roten Ordnern befanden sich Bauproduktinformationen, in den blauen Ordnern wurden theoretische Informationen für Baufachleute publiziert. Die Bauprodukthersteller und -lieferanten konnten wählen, ob sie im Schweizer Baukatalog alle zwei Jahre erscheinen wollen oder in den Ordnern der Schweizer Baudokumentation publizieren möchten. Der Vorteil der kontinuierlichen Aktualisierung des Losblattsystems der Schweizer Baudokumentation setzte sich gegen die Buchform des Baukatalogs durch.
2010 stellte man das Losblattsystem in den Ordnern der Schweizer Baudokumentation ein, da Architekten und Planer für die Suche nach Informationen über Bauprodukte und Baudienstleistungen das Internet benutzen. Zudem ermöglicht das Internet die Vernetzung mit verschiedenen Bereichen. 2011 bis 2013 publizierte man als Ersatz für die Ordner die Produktinformationen wieder in Buchform. 2014 erschien die erste Ausgabe des zweisprachigen Architektur-Jahrbuchs der Schweizer Baudokumentation.

## Publikationen

### Digitale Medien

#### Online-Plattform
Die Schweizer Baudokumentation publiziert online Architekturprojekte aus der Schweiz sowie Informationen zu Produkten und Dienstleistungen für alle Baustadien. Alle Informationen werden in die Datenbank integriert. Die Datenbank umfasst rund 2'500 Produktgruppen mit 60'000 Produkteinträgen und 12'000 Firmen, welche in deutscher oder französischer Sprache mit über 17'000 Stichworten recherchiert werden können. CAD-Zeichnungen, Ausschreibungstexte oder Broschüren ergänzen die Produktinformationen.

#### Newsletter
Verschiedene Newsletter-Formate stehen für die Publikation von Produktneuheiten, Dienstleistungen oder Architekturprojekten zur Verfügung.

### Gedruckte Medien

#### Architektur-Jahrbuch der Schweizer Baudokumentation
Seit 2014 erscheint das zweisprachige Architektur-Jahrbuch der Schweizer Baudokumentation. Das Jahrbuch zeigt einen Querschnitt durch die aktuelle Schweizer Architektur mit Text und Bild. Das Jahrbuch gliedert sich in die Bereiche Wohnwelten und Arbeitswelten. Zur Inspiration illustrieren im vorderen Teil der Bilder die realisierten Projekte. Der zweite Teil beinhaltet Informationen zum Projekt und zeigt Lösungen und Anwendungen von Produkten, die direkt mit dem Projekt in Verbindungen stehen.

## Messen und Wettbewerbe

### Swissbau
Seit Beginn der Swissbau in den 70er Jahren nimmt die Schweizer Baudokumentation an der Messe teil und präsentiert ihre Produkte und Dienstleistungen. Ebenso unterstützte die Schweizer Baudokumentation die Swissbau beim Aufbau der Nomenklatur für die Besucher-, Aussteller- und Produktinformationen.

### Architect@Work
An der speziell für Architekten und Planer konzipierten Messe Architect@Work in Zürich zeigt die Schweizer Baudokumentation für Bauschaffende neue Print- und Onlinepublikationen und gibt Informationen zu neuen Produkten und Dienstleistungen.

### Arc-Award der Schweizer Architektur-Award
Die Schweizer Baudokumentation und die Architektur-Fachzeitschrift Viso sind Auslober des jährlich durchgeführten Schweizer Architekturwettbewerbs Arc-Award. Die Wettbewerbskategorie Next Generation wendet sich an Architekturstudenten die ihre Master-, Bachelor- oder Projektarbeiten einreichen wollen. Eine Fachjury bewertet die eingereichten Wettbewerbsbeiträge. Die Preisverleihung und Präsentation der Gewinner findet im Oktober des gleichen Jahres statt.